# Gökçedam

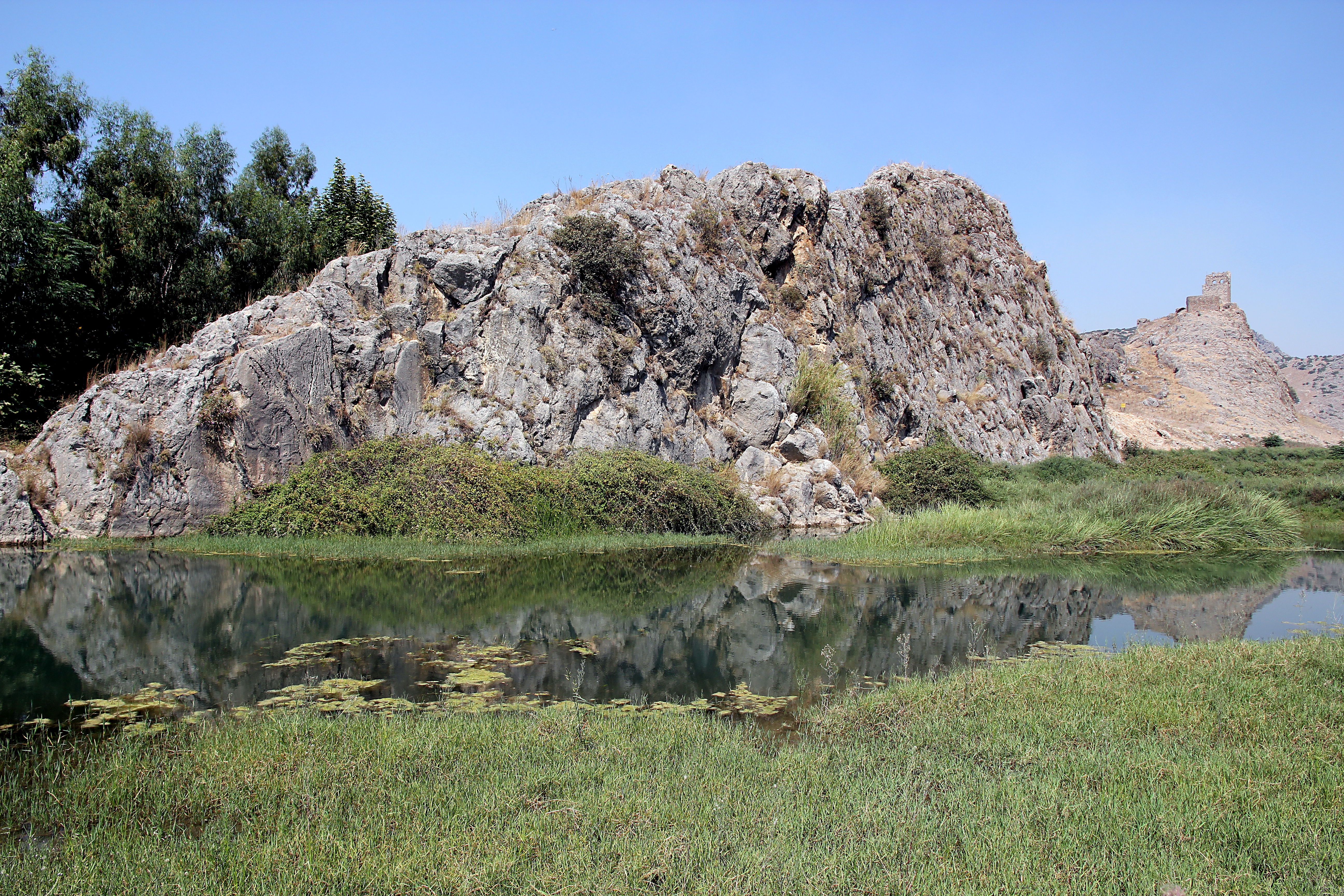
Felsrelief von Hemite (links vorn), im Hintergrund die Burg Hemite Kalesi (Amouda)

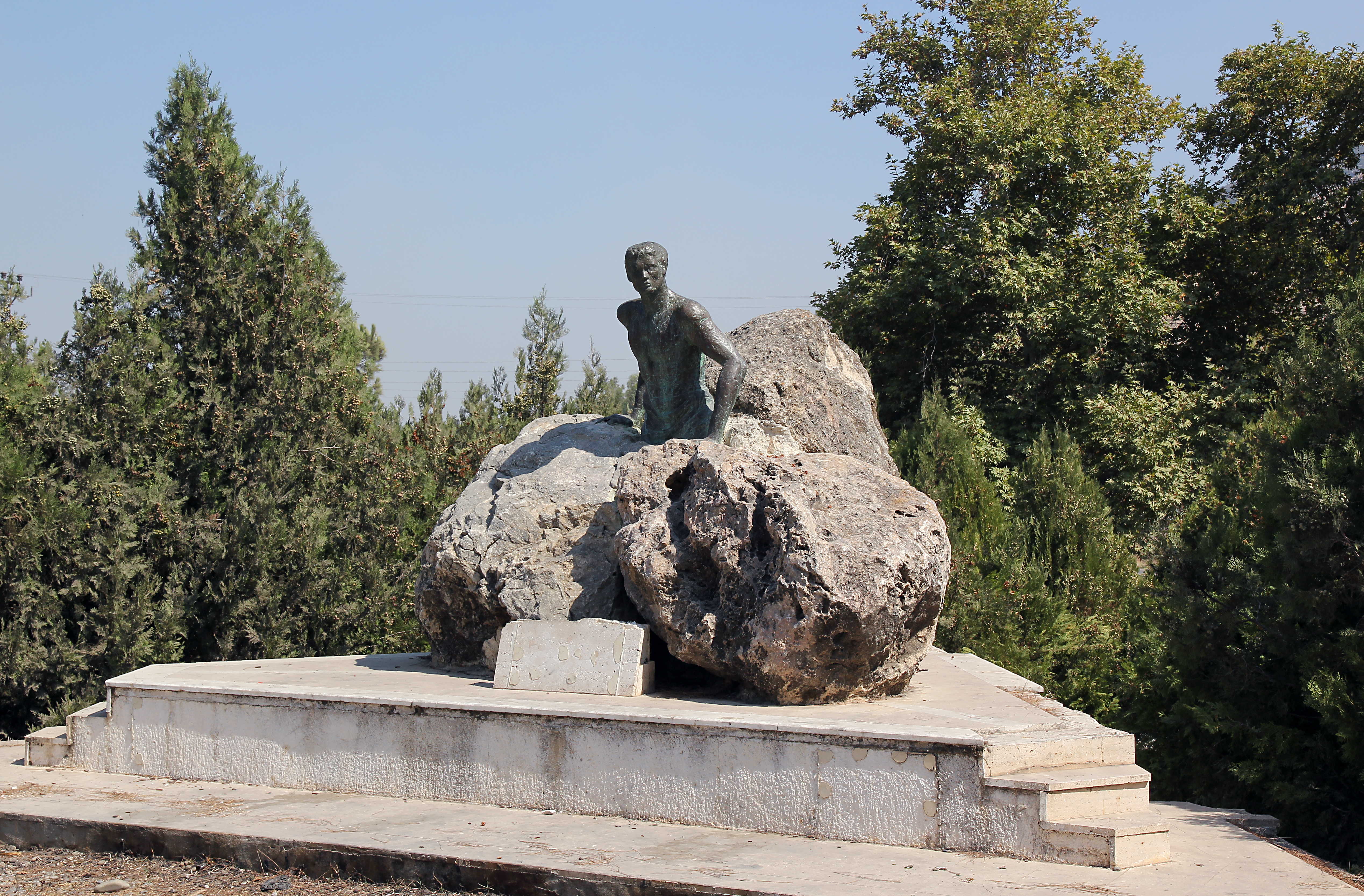
Denkmal für Yaşar Kemals Romanfigur İnce Memed

Gökçedam (früher Hemite) ist ein Dorf im zentralen Landkreis der türkischen Provinz Osmaniye. Der Ort liegt am Fluss Ceyhan am Nordostrand der Çukurova-Ebene, am Fuß der Dibek Dağları, etwa 20 km nordwestlich der Provinzhauptstadt Osmaniye. Gökçedam hatte 2014 eine Einwohnerzahl von 717, eine Grundschule ist im Ort vorhanden.
Hemite ist der Geburtsort des türkischen Schriftstellers Yaşar Kemal.
Die Einwohner leben von der Landwirtschaft. Früher war Transhumanz die vorherrschende Bewirtschaftungsform.

## Sehenswertes
Zu Ehren von Yaşar Kemal ist an einer Promenade im Westen des Ortes ein Denkmal von Kemals bekanntester Romanfigur İnce Memed aufgestellt. An einem Felsen im Südosten des Ortes am Ufer des Ceyhan liegt ein hethitisches Relief. Am Ostrand von Gökçedam befindet sich auf einem Felskegel die kleinarmenische Burg Amouda, heute Hemite Kalesi genannt.